# Quiriat-Jearim
Quiriat-Jearim (en hebreu: קרית יערים, la vila dels boscos) és un municipi situat a un quilòmetre a l'est d'Abu Gosh. Va ser fundat el 1952 en una zona molt propera al Quiriat-Jearim bíblic, que es considera que és on actualment hi ha Abu Gosh.
Esmentada com a ciutat dels hivites, era una de les quatre ciutats del gibeonites, i situada a poca distància de Beerot (Al-Birkh). En època dels cananeus, el poble es deia Quiriat-Baal, en relació amb el culte a aquest déu. La població és mencionada diverses vegades a la Bíblia, amb diferents noms: Quiriat-Baal, ciutat de Baal (Jos 15,60; 18,14) Baalà (Jos 15,9; 1 Par 13,6), Baalé-Judà (2n Sam 6,2) o simplement Quiriat (Jos 18,28). També rep els noms de Quiriat-Arim (Esd 2,25) i, possiblement, Plana de Jàar (Ps 132,6). Segurament devien ser els israelites qui li canviaren a la ciutat el seu nom pagà, que va quedar al límit entre les tribus de Judà i Benjamí. Posteriorment, torna a aparèixer a la Bíblia en relació amb l'Arca de l'Aliança, que va estar-s'hi durant vint anys abans de ser duta a Jerusalem pel rei David.
Sota els otomans es deia Kuryet al-Ebna i tenia un convent per a les minories amb una església llatina.